# Halbblut
Halbblut (La mestissa) és una pel·lícula muda alemanya del 1919. Va ser la primera que va dirigir Fritz Lang i està interpretada en els seus principals papers per Carl de Vogt, Ressel Orla i Carl-Gerhard Schröder. Aquesta pel·lícula es considera perduda.

## Argument
Edward Scott (Carl Gerhard Schröder), en un viatge a Mèxic coneix a Juanita (Ressel Orla), una prostituta mestissa que treballa en un fumador d'opi. S'enamora d'ella i es casen.
De tornada a Europa, té una conversa amb el seu amic Axel van der Straaten (Carl de Vogt), qui li retreu el matrimoni, argüint que es pot tenir una mestissa com a amant, però no com a esposa. Edward no el contradiu i Juanita, qui escolta la conversa secretament, decideix venjar-se d'ells. A partir d'aquest moment provocarà al seu marit fent-lo embogir de gelosia i, reclòs en un manicomi, morirà.
Quant a Axel, caurà seduït per Juanita. Ella farà que perdi tota la seva fortuna en una sala de joc clandestina regentada per un altre mestís (Paul Morgan), actual amant de Juanita que intentaran fugir a Mèxic amb el botí, però Axel, desenganyat, la mata i acabarà condemnat per això i empresonat.
En aquesta primera pel·lícula dirigida per Lang ja apareixen alguns elements que el cineasta desenvoluparà més endavant, com l'obsessió sexual i la venjança femenina. El tema de la ideologia racial i els problemes socials són tan sols un pretext argumental

## Realització
En 1918, Erich Pommer, fundador de la productora Decla (Deutschland éclair), va conèixer a Viena a Lang mentre aquest actuava en una obra de teatre, i li ofereix un contracte com a director artístic. Lang es trasllada a Berlín. Allí, a més de llegir guions decidint quins eren acceptats, va escriure alguns que després serien portats a la pantalla. Davant l'èxit d'alguns d'ells, Pommer li encarrega la direcció de la seva primera pel·lícula.
| « | «Mentre a Berlín esclatava la revolta d'Espartac, jo estava rodant la meva primera pel·lícula, Halbblut. El primer dia de rodatge, camí dels estudis, grups de revoltats armats paraven bruscament el meu cotxe, però hauria fet falta molt més que una revolució per a impedir-me posar en marxa la meva primera pel·lícula». | » |

La pel·lícula va ser rodada íntegrament als estudis de Decla a Berlín. Es va estrenar el 3 d'abril de 1919 al Marmorhaus de Berlín.
| « | «La vaig fer en cinc dies: creu que pot ser bona? Vull dir que era la meva primera pel·lícula, jo volia fer-la, però... De pas, hi havia bons actors». | » |